# Capparis subsessilis
Capparis subsessilis är en kaprisväxtart som beskrevs av Bi Sin Sun. Capparis subsessilis ingår i släktet Capparis och familjen kaprisväxter. Inga underarter finns listade i Catalogue of Life.